# 張炳晩
張 炳晩（チャン・ビョンマン、朝鮮語: 장병만、1900年7月17日 - 没年不詳）は、大韓民国の政治家。制憲国会議員。

## 経歴
大韓帝国の慶尚北道漆谷郡出身。明治大学法学専門部、明倫専門学校（現・成均館大学校）卒業。1945年に呂運亨を中心とした朝鮮建国準備委員会で活動した後、1946年に大韓独立促成国民会に加入し、1947年に独立促成国民会漆谷郡会長に選出された。1948年の初代総選挙に大韓独立促成国民会の公認で立候補して当選し、国会議員を1期務めた。朝鮮戦争の初期に北朝鮮に拉致され、龍岡温泉の老人ホームに入所させられたとされる。1956年7月、在北平和統一促進協議会の中央委員を務め
、1958年に朔州郡の協同農場に移住した。以降の消息、没年ともに不明。